# Olta
Olta är en kommunhuvudort i Argentina.   Den ligger i provinsen La Rioja, i den centrala delen av landet, 900 km nordväst om huvudstaden Buenos Aires. Olta ligger 520 meter över havet och antalet invånare är 4 547.
Terrängen runt Olta är kuperad västerut, men österut är den platt. Runt Olta är det mycket glesbefolkat, med 3 invånare per kvadratkilometer.. Olta är det största samhället i trakten.
Omgivningarna runt Olta är i huvudsak ett öppet busklandskap.